# エムダイヤ
株式会社エムダイヤ（英: M-DIA & Co., Ltd.）は、富山県滑川市に所在する破砕機をはじめとしたリサイクル機械の製造・販売等を行う企業。

## 概要
リサイクル機械の製造・販売、油圧機械を中心とした修理・改造業、樹脂のリサイクル業、アルミ電線のリサイクル仲介業を行っている。
製造を行うリサイクル機械については、分離と破砕の二つの機能を備える「分離・破砕機 エコセパレ」や切断機のほか、基板から電子部品を剥離する基板剥離機など多岐にわたる。なお、これらの製品に使われている技術は、国内及び国外で様々な特許を取得している。
また、今後は製品の製造・販売を中心とした「モノづくり」だけではなく、「コトづくり」にも積極的に取り組む方針を示している。
エムダイヤを含む富山県内のリサイクル機械メーカー3社が参画し、一般社団法人リサイクル機械工業会を設立した。（2025年6月時点）

## 所在地
- 本社・滑川工場（富山県滑川市中村551-2）
- 立山第一工場（富山県立山町辻38-2）
- 東京事務所（東京都千代田区神田岩本町1-20  窪田ビル 2F）

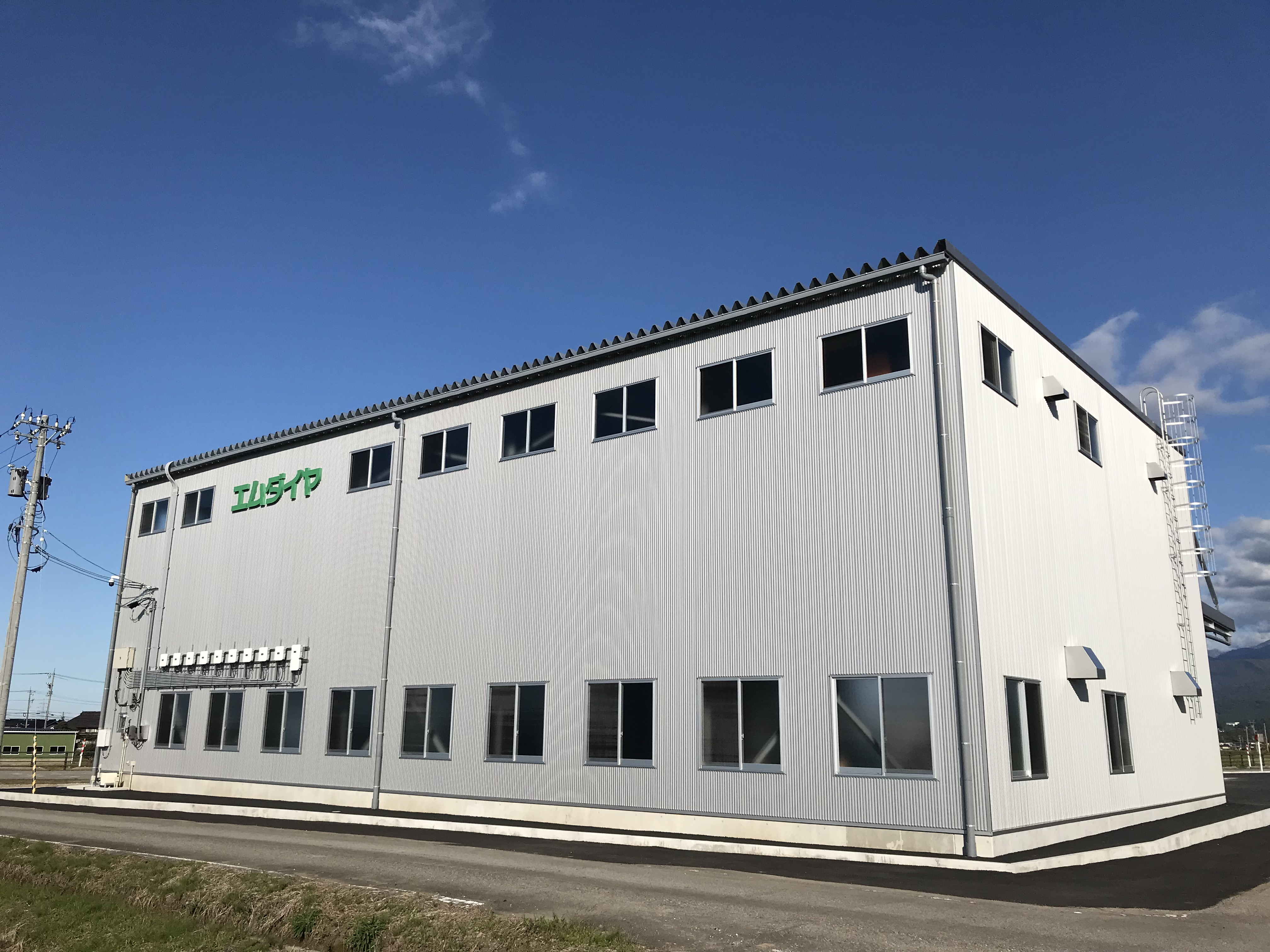
立山第一工場の外観。

## 主な製品
- 分離・破砕機 エコセパレシリーズ
- 連続切断機 エコカッターシリーズ 単独切断機 エコループカッター
- 基板剥離機 エココレクター
- 粉砕機 ローラーミル[2]
- IoTモジュール エココントローラー

## 受賞歴
- 一般社団法人 日本産業機械工業会主催『第38回優秀環境装置表彰』 - 中小企業庁長官賞（2010年）[3]
- 富山県商工会連合会主催『優秀ものづくり企業』－富山県商工会連合会会長賞[4]
- 一般社団法人 富山県機電工業会主催 『第1回 富山県ものづくり大賞』 - 特別賞（2011年）[5]
- 新日本有限責任監査法人 アントレプレナー・オブ・ザ・イヤー東海・北陸事務局主催『EOY 2012 Japan 第1回東海・北陸大会アントレプレナー賞』 - チャレンジング・スピリット部門 受賞（2012年）[6]
- 富山県主催『第1回中小企業元気とやま賞』 - 中小企業部門
- 国立研究開発法人 国立環境研究所/株式会社日刊工業新聞社主催『平成30年度 「環境賞」』 - 優良賞（2018年）[7]
- 認定NPO法人 環境文明21主催『経営者「環境力」大賞』 - 大賞（2021年）[8]
- 一般社団法人 産業環境管理協会主催『令和4年度 資源循環技術・システム表彰（第48回）』 - レアメタルリサイクル賞（2022年）[9]
- 一般社団法人 富山県発明協会主催『第62回富山県発明とくふう展』 - 文部科学大臣賞（2024年）[10]
- 全国中小企業団体中央会主催『新ものづくり・新サービス展 SDGsアワード2024』 - 最優秀賞（2024年）[11]

## 主な認定歴
- 令和2年度 BCP（事業継続計画）
- 富山県SDGs宣言[12]
- ホワイト企業認定 GOLD 2021[13]
- とやま健康企業宣言 銀（Step1）[14]
- 健康経営優良法人 2022（中小規模法人部門）[15]
- とやま女性活躍企業[16]
- 令和6年富山県中小企業経営モデル企業[17]